# Bétignicourt
Bétignicourt é uma comuna francesa na região administrativa de Grande Leste, no departamento de Aube. Estende-se por uma área de 3,18 km². Em 2010 a comuna tinha 33 habitantes (densidade: 10,4 hab./km²).